# Албанія на зимових Олімпійських іграх 2022
Албанія взяв участь у зимових Олімпійських іграх 2022 в Пекіні (Китай) з 4 по 20 лютого 2022 року.

## Учасники
| Спорт               | Чоловіки | Жінки | Всього |
| ------------------- | -------- | ----- | ------ |
| Гірськолижний спорт | 1        | 0     | 1      |
| Всього              | 1        | 0     | 1      |

## Гірськолижний спорт
Від Албанії у змаганнях взяв участь один гірськолижник, що відповідав базовим кваліфікаційним критеріям.
| Спортсмен   | Дисципліна                    | 1-й спуск | 1-й спуск | 2-й спуск   | 2-й спуск   | Загалом     | Загалом     |
| Спортсмен   | Дисципліна                    | Час       | Місце     | Час         | Місце       | Час         | Місце       |
| ----------- | ----------------------------- | --------- | --------- | ----------- | ----------- | ----------- | ----------- |
| Денні Джепа | Слалом (чоловіки)             | 58.32     | 34        | 54.96       | 29          | 1:53.28     | 28          |
| Денні Джепа | Гігантський слалом (чоловіки) | НФ        | НФ        | Не потрапив | Не потрапив | Не потрапив | Не потрапив |